# Estación de São João do Estoril
La Estación Ferroviaria de São João do Estoril es una estación de la Línea de Cascaes de la red de convoyes suburbanos de Lisboa, situada en São João do Estoril, en el ayuntamiento de Cascaes, en Portugal.
Fue inaugurada el 30 de septiembre de 1889. En esta fecha, no existían todavía el resto de las estaciones de Estoril, conocidas como estaciones de São Pedro do Estoril, de Estoril propiamente dicho y de Monte Estoril, que viriam a ser construidas posteriormente.
Junto a la estación, se encuentra un paso a nivel de carretera y peatonal. En sus inmediaciones, se encuentran también diversos cafés, una heladería, diversos bancos y una parada de taxis.
La estación comenzó a ser remodelada en junio de 2010, en el ámbito del proyecto de modernización de la Línea de Cascaes. Estas remodelaciones contemplan la construcción de un paso subterráneo peatonal, la construcción de nuevos accesos a la estación accesibles a personas con movilidad reducida, nuevos espacios comerciales y la instalación de tornos de control de acceso a la estación. Los trabajos incluyen también la limpieza, reparación y pinturas de todas las fachadas del edificio y de las coberturas y tienen una duración prevista de nueve meses.

## Galería

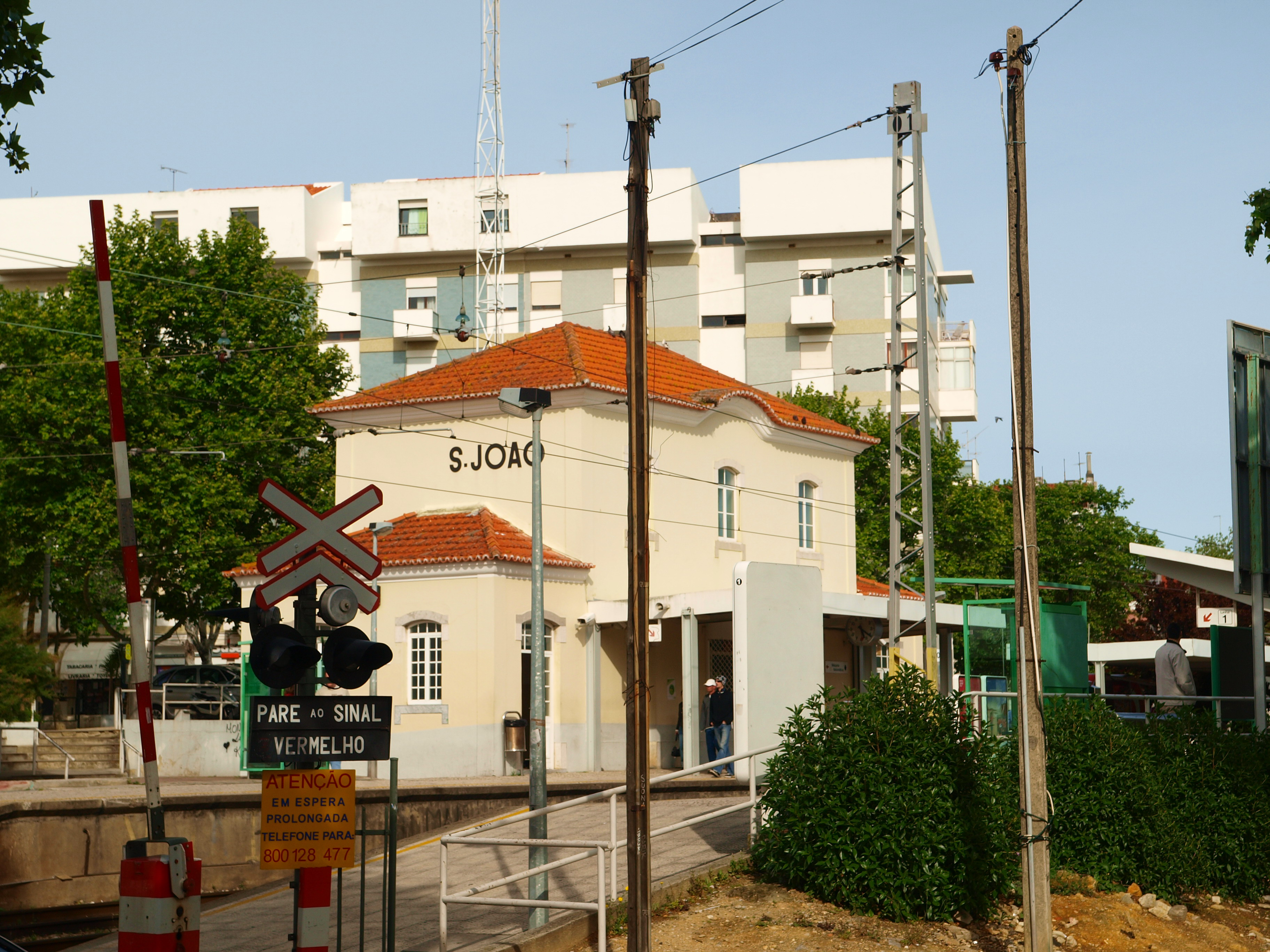
Paso a nivel
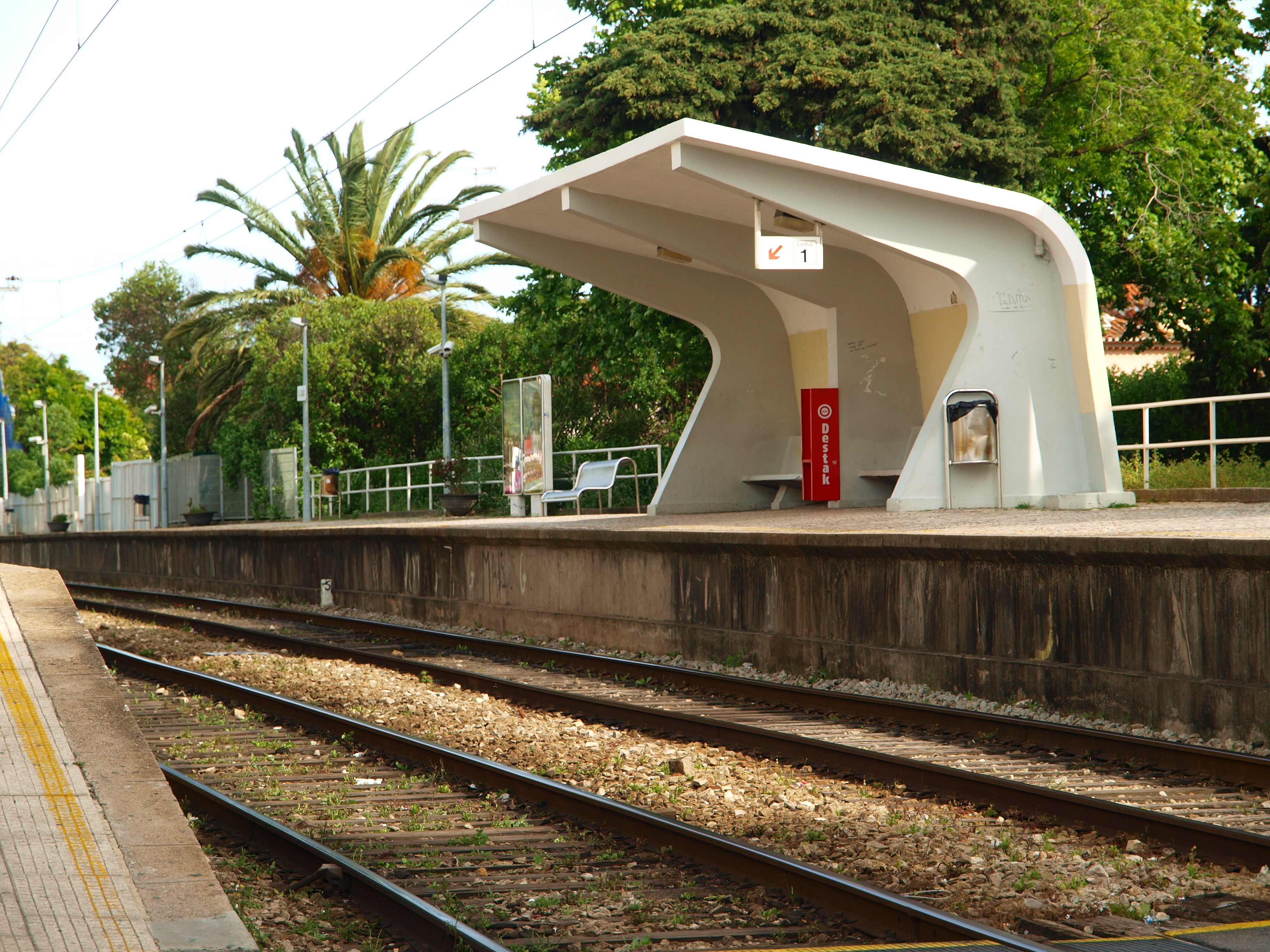
Plataforma de espera